# 夏国富
夏国富（1951年—），安徽贵池人，汉族，中华人民共和国政治人物、第十一届全国人民代表大会解放军代表。
毕业于成都陆军学校军事指挥专业，是中共党员。担任四川省军区司令员。2008年起担任全国人大代表。